# Gokak
Gokak es una ciudad de la India situado en el distrito de Belgaum, en el estado de Karnataka. Según el censo de 2011, tiene una población de 79 121 habitantes.
Es la capital del taluka homónimo.